# 23327 Лусернандес
23327 Лусернандес (23327 Luchernandez) — астероїд головного поясу, відкритий 20 січня 2001 року.
Тіссеранів параметр щодо Юпітера — 3,552.